# 克卜勒68d
克卜勒68d（Kepler-68d）是一顆位於天鵝座的太陽系外行星，屬於類木行星。它的質量下限和木星大致相等，和母恆星克卜勒68的距離是1.4天文單位，在母恆星的適居帶內。天文學家以徑向速度法發現該行星。
天文學家以凌日法發現克卜勒68b和克卜勒68c以後使用都卜勒光譜學方式觀測母恆星，發現了克卜勒68d。

## 外部連結
- Table of confirmed planets（页面存档备份，存于） at NASA, Kepler mission